# Пјеве Гурата (Кремона)
Пјеве Гурата је насеље у Италији у округу Кремона, региону Ломбардија.
Према процени из 2011. у насељу је живело 16 становника. Насеље се налази на надморској висини од 30 м.